# Chris Waddle
Christopher Roland Waddle ou plus simplement Chris Waddle, né le 14 décembre 1960 à Gateshead (Angleterre), est un footballeur anglais. Gaucher doté d'une technique spectaculaire, dribbleur, il a évolué au poste d'ailier à Tottenham Hotspur et à l'Olympique de Marseille notamment, ainsi qu'en équipe d'Angleterre.
Waddle a marqué six buts lors de ses soixante-deux sélections avec l'équipe d'Angleterre entre 1985 et 1991. Il a participé à la Coupe du monde 1986, à l'Euro 1988 puis à la Coupe du monde 1990.

## Carrière en club

### Des débuts difficiles
Waddle commence sa carrière de footballeur dans l'équipe de Pelaw Juniors. Il joue ensuite à Whitehouse SC, Mount Pleasant SC, HMH Printing, Pelaw SC, Leam Lane SC et Clarke Chapman avant de rejoindre Tow Law Town lors de la fin de saison 1978.
Alors qu'il travaille dans une usine de saucisses et tourtes à la viande, il effectue, au début de sa carrière, plusieurs essais non concluants dans les clubs anglais de Sunderland AFC et Coventry City car il est jugé trop frêle. Son travail à l'usine qui implique des travaux de force lui permet de développer un peu son corps et il grandit d'un coup.

### Newcastle United
En juillet 1980, le club de Newcastle United l'engage contre la somme de 1 000 £ avec un contrat d'un an au salaire minimum. Les deux premiers mois sont compliqués car il est fluet à côté de ses coéquipiers et il peine à jouer 90 minutes. Mais il commence à pouvoir jouer de plus en plus et sa technique fait de lui un joueur prometteur, au bout de 6 mois il est prolongé pour 2 ans avec un salaire doublé.  Il fait ses débuts en championnat professionnel le 22 octobre 1980 à St James' Park contre Shrewsbury Town. Rapidement il s'établit comme titulaire au sein de l'attaque de Newcastle au côté de Kevin Keegan et Peter Beardsley. Avec ses coéquipiers il gagne pour son club, au cours de la saison 1983-1984, la promotion en championnat d'Angleterre de football. Sous le maillot de Newcastle il joue la saison 1984-1985 au sein de l'élite anglaise. Au total, Waddle joue 170 matchs avec le club et inscrit 46 buts.

### Tottenham Hotspur
En juillet 1985, désireux d'évoluer dans un club plus ambitieux, Waddle s'engage avec Tottenham Hotspur pour un transfert d'un montant de 590 000 £. Dans ce club il s'affirme sur le terrain et devient un membre régulier de l'équipe nationale.
Au cours de ses années à Tottenham, Waddle se distingue de différentes façons : une coupe de cheveux particulière dont il lance la mode auprès des jeunes footballeurs (petite queue de cheval) et un disque enregistré avec son coéquipier Glenn Hoddle. 
Sur le terrain, Waddle mène Tottenham en finale de la FA Cup en 1987, battu par Coventry et en demi-finale de la League Cup. Le club finit troisième du championnat cette année-là.
Il joue 173 matches avec Tottenham et marque 42 buts.

### Olympique de Marseille
En 1989, Bernard Tapie obtient le transfert de Chris Waddle à l'Olympique de Marseille pour près de 45 millions de francs (environ 7 millions d'euros), une somme considérable pour l'époque. Il s'agissait à l'époque du troisième plus gros transfert de tous les temps, derrière ceux de Diego Maradona, transféré du FC Barcelone au SSC Napoli en 1984, et de Ruud Gullit qui passe du PSV Eindhoven à l'AC Milan en 1987.
Il arrive cependant dans un relatif anonymat. Il est même confondu avec le chanteur des Pink Floyd lors de son arrivée à l'aéroport de Marseille, le groupe jouant le soir même au Stade Vélodrome. Après une période délicate de trois mois en début de saison 1989-1990, il explose à l'automne 1989 et l'Anglais est définitivement adopté par les supporters marseillais qui aiment son jeu, son sens du spectacle et du dribble et surtout le fait qu'il ne se prenne pas au sérieux. Il faisait en effet rire tout le monde en faisant le clown sur le terrain avec des grimaces et des positions amusantes, telles que la nage sur la pelouse. Le gaucher anglais a un talent certain pour les coups de pied arrêtés. Il fut l'un des premiers gauchers de l'histoire du football à s'épanouir sur l'aile droite, désorientant les arrières latéraux du championnat de France par ses dribbles chaloupés.
Il marque son but le plus célèbre le 20 mars 1991 à la 75e minute en quart de finale de la Coupe d'Europe des clubs champions contre l'AC Milan ce qui qualifie Marseille pour les demi-finales. Après un centre d'Abedi Pelé dévié de la tête par Jean-Pierre Papin, le gaucher envoie le ballon dans le but d'une reprise de volée du pied droit. Le match se termine à la 88e minute après une interruption pour un défaut d'éclairage, le Milan AC ne voulant pas reprendre ensuite. À la fin du match de retour aux vestiaires Waddle ne se souvient plus de son but et de la fin de la rencontre, en effet à la suite d'un choc plus tôt dans le match il a subi une commotion cérébrale, il est hospitalisé dans la soirée pour plusieurs jours.
Preuve de sa popularité, non seulement à Marseille, mais dans tout le pays, le joueur est ovationné par le Parc des Princes, lors d'une confrontation entre le PSG et l'OM en coupe de France, le 28 avril 1991.
Dans une équipe constellée de vedettes françaises et internationales, il remporte trois championnats de France consécutifs de 1990 à 1992 et participe aux parcours européens de l'OM, dont la finale européenne de la Coupe des champions perdue en 1991.
En 2022, le magazine So Foot le classe dans le top 1000 des meilleurs joueurs du championnat de France, à la 80e place.

### Sheffield Wednesday
Waddle revient en Angleterre en 1992, pour rejoindre Sheffield Wednesday, dirigée par Trevor Francis. Le club atteint cette année-là les deux finales de Coupe qu'il perd les deux fois contre Arsenal. Malgré les blessures qu'il subit, Chris Waddle est désigné meilleur joueur du championnat anglais par ses pairs. Il quitte Sheffield en 1996, après avoir disputé plus de 100 matches et refuse un énième challenge en France au FC Martigues, alors en première division.

### Fin de carrière
Après son contrat à Sheffield, il joue brièvement pour plusieurs clubs jusqu'à devenir entraîneur-joueur de Burnley en 1997.
En septembre 1998, il rejoint Torquay United Football Club, club pour lequel il ne joue que 7 matchs avant de prendre un poste d’entraîneur à Sheffield Wednesday.
Il a ensuite joué pour plusieurs clubs amateurs comme le Worksop Town FC et le Glapwell FC.

## Carrière internationale
Alors qu'il joue à Newcastle, Chris Waddle est convoqué pour jouer avec les espoirs anglais. Il fait ensuite ses débuts avec les A le 26 mars 1985, lors d'une rencontre contre la république d'Irlande.
À Tottenham, il devient un membre régulier de l'équipe nationale, avec laquelle il échoue en quart de finale de la Coupe du monde 1986 au Mexique, contre le futur vainqueur, l'Argentine de Diego Maradona. En 1988, il fait partie de l'équipe d'Angleterre qui perd ses trois matches de poule en phase finale du Championnat d'Europe des Nations, disputé en R.F.A..
Toujours malheureux en équipe nationale, il rate complètement le dernier tir au but contre l'Allemagne en demi-finale de la Coupe du monde 1990. C'est ce qui lui sera reproché pendant longtemps et le rendra alors moins populaire en Angleterre qu'en France. Il est toutefois à noter que lors de ce match, il envoie un tir sur le poteau gauche de Bodo Illgner, le portier allemand.

## Palmarès

### En club
- Tottenham Hotspur :
  - Finaliste de la FA Cup en 1987.
- Olympique de Marseille :
  - Champion de Division 1 en 1990, 1991 et 1992.
  - Finaliste de la Coupe d'Europe des Clubs Champions  en 1991.
  - Finaliste de la Coupe de France en 1991.
- Sheffield Wednesday :
  - Finaliste de la FA Cup en 1993.
  - Finaliste de la League Cup en 1993.

### En équipe d'Angleterre
- 62 sélections et 6 buts entre 1985 et 1991
- Participation à la Coupe du Monde en 1986 (1/4 de finaliste) et  en 1990  (4e)
- Participation au Championnat d'Europe des Nations en 1988 (Premier Tour)
- Vainqueur de la Rous Cup en 1986, en 1988 et en 1989

### Distinctions individuelles
- Élu meilleur joueur de l'Année FWA de Premier League en 1993
- Nommé dans l'équipe-type PFA de First Division en 1985 et en 1989
- Élu Onze d'Argent en 1991 par Onze Mondial
- Élu meilleur joueur du mois de Premier League en janvier 1995
- Élu meilleur joueur de la saison de Tottenham Hotspur en 1988
- Nommé dans l'équipe-type des 110 ans de l'Olympique de Marseille en 2010

## Hors du football
Il est le cousin d'Alan Waddle, aussi footballeur anglais.
Depuis sa retraite sportive, Chris Waddle apparaît fréquemment au micro de l'émission « BBC Radio Five Live » pour les journées de Premier League. Il travaille également comme consultant de la BBC pour la coupe du monde.
Chris Waddle au cours de sa carrière de footballeur a chanté lors de trois duos avec des coéquipiers. Diamond Lights, son duo avec Glenn Hoddle enregistré en 1987, se classe 12e de l'UK Singles Chart,. Dans la foulée de ce succès, ils enregistrent ensemble It's Goodbye au succès plus limité. We've got a feeling, son duo avec Basile Boli datant de 1991, se classe 17e du Top 50.

### Vidéographie
- DVD, Les Légendes de l'OM, 2011, Éditions France Télévisions Distribution
  - Chris Waddle, Magic Chris, film de Nicolas Mastras, 25 minutes.